# Friedrich Hahn (Schriftsteller)
Friedrich Hahn (* 3. Mai 1952 in Merkengersch/Niederösterreich) ist ein österreichischer Schriftsteller und bildender Künstler.

## Leben
Friedrich Hahn arbeitete nach der Matura als Bankkaufmann, später als Kommunikationsdesigner. Seit 1968 ist er schriftstellerisch und als Mitherausgeber verschiedener Literaturzeitschriften tätig. 1987 nahm er am Ingeborg-Bachmann-Wettbewerb in Klagenfurt teil. Daneben hat er in zahlreichen Ausstellungen von ihm geschaffene  Gemälde, Fotografien und Objekte präsentiert. Hahn lebt in Wien.
Hahn ist Verfasser von erzählerischen Werken, Essays, Gedichten und Hörspielen.
Er ist Mitglied der Grazer Autorenversammlung und des Literaturkreises Podium. 2001 erhielt er den Anerkennungspreis für Literatur des Landes Niederösterreich. 2019 Ankauf des Vorlasses durch das Literaturarchiv NÖ.

## Werke
- Die Kältefalle, rhombus-Verlag, Wien 1979
- Kopfstimmen, gedichte, edition roetzer, Eisenstadt 1981
- Karst, erzählungen, edition umbruch, Mödling bei Wien 1987
- Innig getrennt, erzählungen, Verlag flutlicht, Wien 1989
- Im Versteck der Jahre, gedichte, Verlag Grasl, Baden bei Wien 1992
- Nur noch das Foto fehlt, 1140 erste sätze, Verlag flutlicht, Wien 1993
- Halbe Sachen, erzählungen, Verlag flutlicht, Wien 1995
- Hirnsegel, blickdicht, letzte liebesgedichte, DEUTICKE, Wien [u. a.] 1998
- Ohren in Ruhestellung, Gedichte, Verlag Grasl, Baden bei Wien 2000
- Neuherz, Erzählungen, Bibliothek der Provinz, Weitra 2001
- Meine Freunde die Müllmänner, gedichte,  Passagen Verlag, Wien 2002
- Ein Text ist ein Bild ist ein Text. literaturedition NÖ, St. Pölten 2004
- Wie gesagt. neue zyklen. Passagen Verlag, Wien 2005
- Egal, Roman, Verlag der Apfel, Wien 2007
- Von allem Ende an, Roman, Edition Laurin, Innsbruck 2010
- Mitten am Rand, Roman, Edition Laurin, Innsbruck 2011
- und besorgte mir stufen für meine schritte. über die durchlässigkeit. neue gedichte. Passagen Verlag, Wien, 2011
- PODIUM portrait #63, Ausgewählte Gedichte, 2012
- Wie es im Buche steht, Roman, Edition Laurin, Innsbruck 2014
- Unterm Strich, Texte zum Schauen – Bilder zum Lesen. Verlagshaus Hernals, Wien 2014
- Der Setzkasten/oder: Erwin und die halben Luftballons., Roman, Edition Keiper, Graz 2015
- Von Leben zu Leben, Roman, verlag wortreich, Wien 2016
- Die Schaufensterfrau, Roman,  Edition Roesner, Krems 2016[1]
- Lasse, das Offensichtliche und die Angst, Fast ein Märchen. Edition Keiper 2017
- Komme, was wolle. Roman, Edition Laurin, Innsbruck 2017
- Sonja und die weißen Schatten, Roman, Edition Keiper, Graz 2018
- Niemand wird es je erfahren, Novelle, lex liszt 2018
- neben deinen fußnoten mein alter schuh, neue gedichte, Verlag berger, Horn 2019
- Der Autor steht für Lesungen und Pressetermine nicht zur Verfügung. Eine Nahaufhörerfahrung, Verlag Bibliothek der Provinz, Weitra 2019
- Melichar Oder: Die Kunst, keinen Roman zu schreiben Roman, edition keiper 2019
- Erzähl mir nichts, Erzählung, Edition roesner 2020
- Das Debüt, Roman, Edition Laurin, Innsbruck 2021
- Die Rahmenhandlung, Episodenroman, edition roesner, Maria Enzersdorf 2021
- Liebe stört, Roman, Verlag der Apfel, Wien 2021
- welke knospen, Neue Lyrik und kleine Prosa, berger, Horn 2022
- Die späte Frau, Roman, edition lex liszt, Oberwart 2022
- Peter und Peter, Roman, edition keiper, Graz 2022
- Jegliche Personen, jegliche Ähnlichkeiten, jegliche Handlung, Roman, edition roesner 2022
- LEERGUT, Der etwas andere Roman nebst 36 lyrischen Essenzen. edition roesner 2023
- dICHterleben, Ungehaltene Poetikvorlesungen, edition roesner 2024
- DIE HEIMSUCHUNG, Roman, kul-ja publishing, Erfurt 2024
- ENDEN OHNE ENDE Roman, edition laurin 2025, 183 Seiten, link >>>link
- PETER PETERMANN Roman, edition roesner, Maria Enzersdorf 2025, link >>>link in arbeit
- ALLES AUS REDEN Gedichte aus dem vorigen Jahrzweit, edition a & s, St.Wolfgang 2025, link >>>link in arbeit